# あだぷと
『あだぷと』は、TBSラジオで2023年2月4日から3月25日まで放送されていたラジオ番組。パーソナリティは石山蓮華。

## 概要
女優・文筆家・電線愛好家の石山蓮華にとって初の単独レギュラーラジオ番組で、日々流れていくだけのよしなしごと（＝とりとめのない）に注目し、よきはなしごとに変換（あだぷと＝変化）させていくトーク番組。
石山は、2023年4月3日13時から開始される新番組『こねくと』のパーソナリティを務めるため、当番組は『こねくと』の準備番組・告知番組としての意味合いもあり、番組内で『こねくと』の準備過程・番組内容なども随時放送していた。
石山は日本電線工業会の電線アンバサダーを務めているため、同会のサイトでも当番組の開始が告知された。

## ネット局
全局毎週土曜 20:00 - 20:30に放送。『radiko』タイムフリーで聴取可能。
| 放送対象地域 | 放送局名          | 放送期間               | 備考       |
| ------------ | ----------------- | ---------------------- | ---------- |
| 関東広域圏   | TBSラジオ         | 2023年2月4日 - 3月25日 | 番組制作局 |
| 富山県       | 北日本放送（KNB） | 2023年2月4日 - 3月25日 |            |
| 石川県       | 北陸放送（MRO）   | 2023年2月4日 - 3月25日 |            |

## リンク
- あだぷと (@connect_tbsr) - X（旧Twitter）（こねくととアカウント共有）

| TBSラジオ 土曜 20:00 - 20:30 | TBSラジオ 土曜 20:00 - 20:30        | TBSラジオ 土曜 20:00 - 20:30                                          |
| 前番組                       | 番組名                              | 次番組                                                                |
| ---------------------------- | ----------------------------------- | --------------------------------------------------------------------- |
| LOVE RAINBOW TRAIN           | あだぷと （2023年2月4日 - 3月25日） | リンレイ presents 三丁目バス停前の珈琲店 ～ 金沢雅美と家族のかたち ～ |

| スタブアイコン | サブスタブ | この項目は、まだ閲覧者の調べものの参照としては役立たない、ラジオ番組に関連した書きかけの項目です。この項目を加筆・訂正などしてくださる協力者を求めています（P:ラジオ/PJ:放送番組）。 |